# Sitx
Una sitx (ucraïnès: Січ) és el centre administratiu i militar dels cosacs i sobretot dels cosacs de Zaporíjia. Es deriva del verb ucraïnès сікти, (siktý), "tallar", és a dir, aclarir un bosc per a un campament, o construir una fortificació amb els arbres que han estat talats. Січень n'és un altre derivat, que vol dir « gener » (pels vents que tallen la pell).

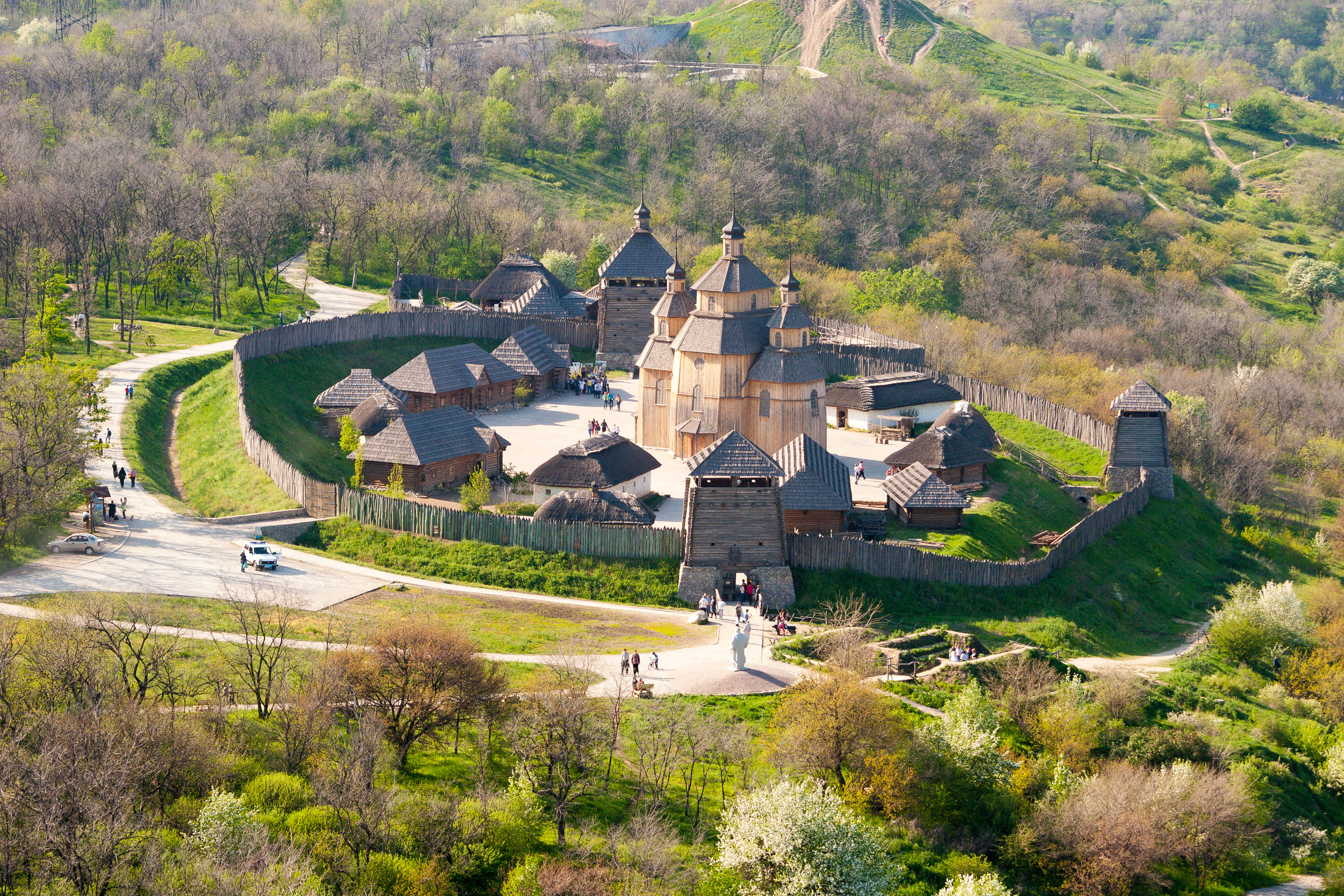
Fortalesa cosaca (reconstrucció moderna)

La Sitx de Zaporíjia va ser la capital fortificada dels cosacs de Zaporíjia entre els segles xvi i xviii a la zona d'Ucraïna, i es troba al riu Dnièper. La Rada Sitx va ser la branca més alta del govern a l'Hetmanat cosac o l'exèrcit dels cosacs de Zaporíjia. La Sitx del Danubi va ser l'assentament fortificat dels cosacs zaporoges quan més tard es van establir al Delta del Danubi.

territori controlat pels cosacs ucraïnesos al segle XVIII (els zaporoges estan marcats en groc)